# كيدينو
كيدينو (بالإنجليزية: Kidinnu)‏ أو كيديناس أو سيديناس (حوالي 343 ق.م) هو عالم فلك كلداني ولد ببابل. عاش في القرن الرابع قبل الميلاد.
كان رئيساً للمدرسة الفلكية في شيبرا، اكتشف تبادر الاعتدالين، ووصف بطريقة رياضية حركات كل من القمر والكواكب، وقد تم إطلاق اسم كيدينو على إحدى مناطق الجانب الآخر من سطح القمر.